# Campeonato Mundial de Corta-Mato de 1990
O 18º Campeonato Mundial de Corta-Mato foi realizado em 24 de março de 1990, em Aix-les-Bains, França. 

## Resultados

### Corrida Longa Masculina

#### Individual
| Medalha | Atleta          | País     | Tempo     |
| Ouro    | Khalid Skah     | Marrocos | 34:21 min |
| Prata   | Moses Tanui     | Quênia   | 34:21 min |
| Bronze  | Julius M. Korir | Quênia   | 34:22 min |

#### Equipas
| Medalha | Selecção | Marca   |
| Ouro    | Quênia · Moses Tanui (2º) · Julius M. Korir (3º) · William Mutwol (5º) · Ibrahim Kinuthia (6º) · Paul Kipkoech (9º) · Boniface Merande (17º)         | 42 pts  |
| Prata   | Etiópia · Haji Bulbula (4º) · Abebe Mekonnen (8º) · Tesfaye Tafa (14º) · Addis Abebe (19º) · Jillo Dube (24º) · Debebe Demisse (27º)                 | 96 pts  |
| Bronze  | Espanha · Antonio Prieto (10º) · Martín Fiz (15º) · Alejandro Gómez (32º) · José Manuel García (36º) · Abel Antón (38º) · Constantino Esparcia (45º) | 176 pts |

### Corrida Júnior Masculina

#### Individual
| Medalha | Atleta          | País    | Tempo     |
| Ouro    | Kipyego Kororia | Quênia  | 22:13 min |
| Prata   | Richard Chelimo | Quênia  | 22:14 min |
| Bronze  | Fita Bayissa    | Etiópia | 22:24 min |

#### Equipas
| Medalha | Selecção | Marca  |
| Ouro    | Quênia   | 12 pts |
| Prata   | Etiópia  | 27 pts |
| Bronze  | Itália   | 85 pts |

### Corrida Longa Feminina

#### Individual
| Medalha | Atleta          | País            | Tempo     |
| Ouro    | Lynn Jennings   | Estados Unidos  | 19:21 min |
| Prata   | Albertina Dias  | Portugal        | 19:33 min |
| Bronze  | Yelena Romanova | União Soviética | 19:33 min |

#### Equipas
| Medalha | Selecção | Marca  |
| Ouro    | União Soviética · Yelena Romanova (3ª) · Nadezhda Galyamova (10ª) · Olga Nazarkina (11ª) · Regina Chistyakova (13ª) | 37 pts |
| Prata   | Etiópia · Luchia Yishak (4ª) · Derartu Tulu (15ª) · Adanech Erkulo (25ª) · Getenesh Urge (31ª)                      | 75 pts |
| Bronze  | Portugal · Albertina Dias (2ª) · Conceição Ferreira (7ª) · Aurora Cunha (21ª) · Mónica Gama (50ª)                   | 80 pts |

### Corrida Júnior Feminina

#### Individual
| Medalha | Atleta          | País   | Tempo     |
| Ouro    | Liu Shixiang    | China  | 14:19 min |
| Prata   | Yan Qinglan     | China  | 14:20 min |
| Bronze  | Susan Chepkemei | Quênia | 14:22 min |

#### Equipas
| Medalha | Selecção | Marca  |
| Ouro    | Quênia   | 20 pts |
| Prata   | Japão    | 44 pts |
| Bronze  | China    | 68 pts |